# Втора сръбска армия
Втора сръбска армия (на сръбски: Српска Друга Армија / Srpska Druga Armija) е сръбска полева армия, която участва в Първата световна война.
По време на Балканската война втора армия взема участие в Битката при Куманово, заедно с първа и трета сръбска армии и е дислоцирана в района на Кюстендил. Задачите ѝ са да атакува на изток с цел десния фланг на Османската армия.
Втора армия е водена от Степа Степанович и е съставена от една сръбска, една българска и подсилена с две френски дивизии. Степанович остава на този пост до 1919 година.

## Състав

### Август 1914
- Втора армия
  - Първа Шумадийска пехотна дивизия – Лазаревац
  - Първа Дунавска пехотна дивизия – Белград
  - Първа смесена дивизия – село Даросава
  - Първа моравска пехотна дивизия – Аранджеловац